# Panagiotis
Panagiotis oder Panayiotis (griechisch Παναγιώτης) ist ein verbreiteter griechischer männlicher Vorname. Die weibliche Form des Namens ist Panagiota oder Panayiota (griechisch Παναγιὡτα).

## Herkunft und Bedeutung
Der Name stammt von dem Übernamen Panagia („All-Heilige“ – griechisch παν „alle“ griechisch άγια „Heilige“) für die Jungfrau Maria.

## Namenstag
Der Namenstag ist identisch mit dem der Maria und den davon abgewandelten Namensformen am 15. August (Maria Entschlafung).

## Namensvarianten
Es gibt eine Reihe von Koseformen von Panagiotis wie Panos (griechisch Πάνος), Panagis (griechisch Παναγής), Takis (griechisch Τάκης, von der Koseform Panagiotakis bzw. Panayiotakis (griechisch Παναγιωτακης) abgeleitet), Panikos (griechisch Πανίκος, auf Zypern), wohingegen die weibliche Form Panagiota bzw. Panayiota (griechisch Παναγιὡτα) meist zu Giota oder Yiota (griechisch Γιώτα) verkürzt wird.

## Namensträger

### Panagiota
- Panagiota Petridou (* 1979), deutsche Fernsehmoderatorin
- Panagiota Tsakiri (* 1990), griechische Biathletin und Skilangläuferin
- Panagiota Karagkouni (* 1993), griechische Volleyball- und Beachvolleyballspielerin

### Panagiotis
- Panagiotis Anagnostopoulos (1790–1854), griechischer Freiheitskämpfer und Mitglied der Filiki Eteria
- Panagiotis Doxaras (1662–1729), griechischer Maler
- Panagiotis Giannakis (* 1959), griechischer Basketballspieler und -trainer
- Panagiotis Glykos (* 1986), griechischer Fußballspieler
- Panagiotis Ikonomopoulos (1943–2025), griechischer Fußballspieler
- Panagiotis „Panos“ Kammenos (* 1965), griechischer Politiker.
- Panagiotis Kanellopoulos (1902–1986), griechischer Politiker, zweimaliger Premierminister Griechenlands
- Panagiotis Kefalas (1785–1825), griechischer Freiheitskämpfer, General und Mitglied der Filiki Eteria
- Panagiotis Kone (* 1987), griechisch-albanischer Fußballspieler
- Panagiotis Kouroumblis (* 1951), griechischer Politiker
- Panagiotis Lafazanis (* 1951), griechischer Politiker
- Panagiotis Markouizos (* 1980), griechischer Eiskunstläufer
- Panagiotis Nikoloudis (* 1949), griechischer Jurist und Politiker
- Panagiotis Panagiotopoulos (* 1957), griechischer Politiker
- Panagiotis Paraskevopoulos (1875–1956), griechischer Leichtathlet und Olympionike
- Panagiotis Pipinelis (1899–1970), griechischer Politiker und Diplomat
- Panagiotis Retsos (* 1998), griechischer Fußballspieler
- Panagiotis Vasilopoulos (* 1984), griechischer Basketballspieler

### Varianten
- Panos Karnezis (* 1967), griechischer Autor
- Panayiotis Kokoras (* 1974), griechischer Komponist
- Panajotis Kondylis (1943–1998), griechischer Philosoph
- Panayotis „Alexi“ Lalas (* 1970), US-amerikanischer Fußballspieler
- Panos Skourletis (* 1962), griechischer Politiker
- Panagis Tsaldaris (1868–1936), griechischer Politiker, zweimaliger Premierminister Griechenlands

## Weiteres
- Panagiotis (Schiff, 1937)